# فونت-روبی
فونت-روبی (به اسپانیایی: Fontrubí) یک منطقهٔ مسکونی در اسپانیا است که در آلت پندس واقع شده‌است. فونت-روبی ۳۷٫۴ کیلومتر مربع مساحت دارد.